# 容山郡
容山郡，中国南北朝时设置的郡。
西魏恭帝三年（556年）置，治所在垫江县（北周改魏安县，今属重庆市）。辖境相当今重庆市垫江县一带。隋朝开皇初年废。 